# Wichry wojny
Wichry wojny (ang. The Winds of War) – bestsellerowa powieść historyczna amerykańskiego pisarza Hermana Wouka wydana w 1971 roku. Książka dotyczy czasów II wojny światowej. Na jej podstawie w 1983 r. nakręcono amerykański miniserial Wichry wojny. Kontynuacją powieści jest bestsellerowa powieść Wojna i pamięć (ang. War and Remembrance).

## Fabuła
Książka stanowi fikcję powieściową, w której główni bohaterowie są zmyśleni, jednak biorą udział w wydarzeniach historycznych. Powieść zawiera fragmenty traktatu wojskowo-historycznego, którego autorem jest jedna z fikcyjnych postaci – Armin von Roon. Traktat ten został umieszczony w celu ukazania przebiegu II wojny światowej z perspektywy obywatela Niemiec i obejmuje m.in. takie wydarzenia jak: atak na Polskę, pakt Ribbentrop-Mołotow, Sitzkrieg, czy operację Barbarossa. Akcja rozpoczyna się w marcu 1939 r. i kończy atakiem na Pearl Harbor.

## Bohaterowie

### Rodzina Henry
- Victor „Pug” Henry – komandor porucznik US Navy, główny bohater książki. W trakcie służby obejmuje stanowisko attaché wojskowego i dzięki wyróżniającym się raportom wysyłanym z Berlina, zostaje zauważony przez prezydenta F.D. Roosevelta. Pug jest zmęczony stanowiskiem attaché i chciałby wrócić na morze, jednak prezydent nieustannie wysyła go w coraz to nowe miejsca. Dzięki temu poznaje on wiele znanych osób, m.in. A. Hitlera, B. Mussoliniego, W. Churchilla i J. Stalina.
- Rhoda Grover Henry – żona Victora Henry’ego, jedzie z nim do Berlina.
- Warren Henry – najstarszy syn Victora i Rhody. Charakter podobny do ojca, chce zostać pilotem bombowca nurkującego.
- Byron Henry – młodszy syn, sprzeciwia się życiu, jakie obrali mu rodzice, wyjeżdża pracować do Włoch.
- Madeline Henry – najmłodsza z rodzeństwa, wyjeżdża do Nowego Jorku i zaczyna pracę w amerykańskim radiu jako asystentka, jej szefem jest Hugh Cleveland.

### Rodzina Jastrow
- Natalia Jastrow – amerykańska żydówka mieszkająca u wuja we Włoszech. O jej względy konkurują Byron Henry i Leslie Slote.
- Aaron Jastrow – wuj Natalii, autor „Żydowskiego Jezusa”. Daje pracę Byronowi.
- Berel Jastrow – kuzyn Aarona i ojca Natalii mieszkający w Polsce.

### Inni
- Leslie Slote – pracuje w wydziale politycznym kolejno w Paryżu, Warszawie i Moskwie. Kochanek Natalii.
- Janice Lacouture – córka kongresmena Isaaca Lacouture, przyszła żona Warrena.
- Palmer Kirby – posiada przedsiębiorstwo produkujące wysokiej klasy elektromagnesy. Obawia się, że Niemcy jako pierwsi stworzą bombę atomową.
- Alistair Talcott „Gaduła” Tudsbury – amerykański dziennikarz, weteran I wojny światowej.
- Pamela Tudsbury – córka Gaduły, pomaga ojcu w pracy i jedzie z nim do Moskwy.
- Ludwig Rosenthal – Żyd wynajmujący mieszkanie Rhodzie i Pugowi w Berlinie w dzielnicy Grünewald w wyjątkowo niskiej cenie.
- Ernst Grobke – niemiecki oficer U-Bootu, którego Pug poznaje na Bremen.
- Kip Tollever – amerykański attaché w Berlinie, kolega Puga z Akademii marynarki.
- Hugh Cleveland – przełożony Madeline, żonaty rozpustnik.